# Amt Zell
Das Amt Zell war ein vom 14. bis Ende des 18. Jahrhunderts bestehender Verwaltungs- und Gerichtsbezirk im Kurfürstentum Trier. Es war im 18. Jahrhundert dem Oberamt Zell nachgeordnet.

## Geschichte
Seit 1332 war Zell kurtrierische Stadt. In einer Aufstellung, die Kurfürst Johann II. von Baden 1498 beauftragt hatte, ist das Amt Zell eines von 59 kurtrierischen Ämtern.
1780 wurde das Amt Baldeneck aufgelöst und dem Amt Zell zugeordnet.
Mit der Einnahme des Linken Rheinufers durch französische Revolutionstruppen wurde das Amt nach 1794 aufgelöst. In der Franzosenzeit gehörte das Gebiet zum Kanton Zell.

## Umfang
Am Ende des HRR bestand das Amt aus:
- Aldegund, Alf, Blankenrath, Bremm, Briedel, Burg, Correy, Ediger, Eller, Forst, Grenderich, Haserich, Kaimt, Lötzbeuren, Merl, Neef, Panzweiler, Pünderich, Reidenhausen, Schauren, Senheim, Tellig, Wallhausen, Zell
- ab 1780 (zuvor Amt Baldeneck): Beltheim, Frankweiler, Lahr, Lieg, Burgen, Mastershausen, Sabershausen, Sosberg, Treis, Zilshausen

## Amtssitz

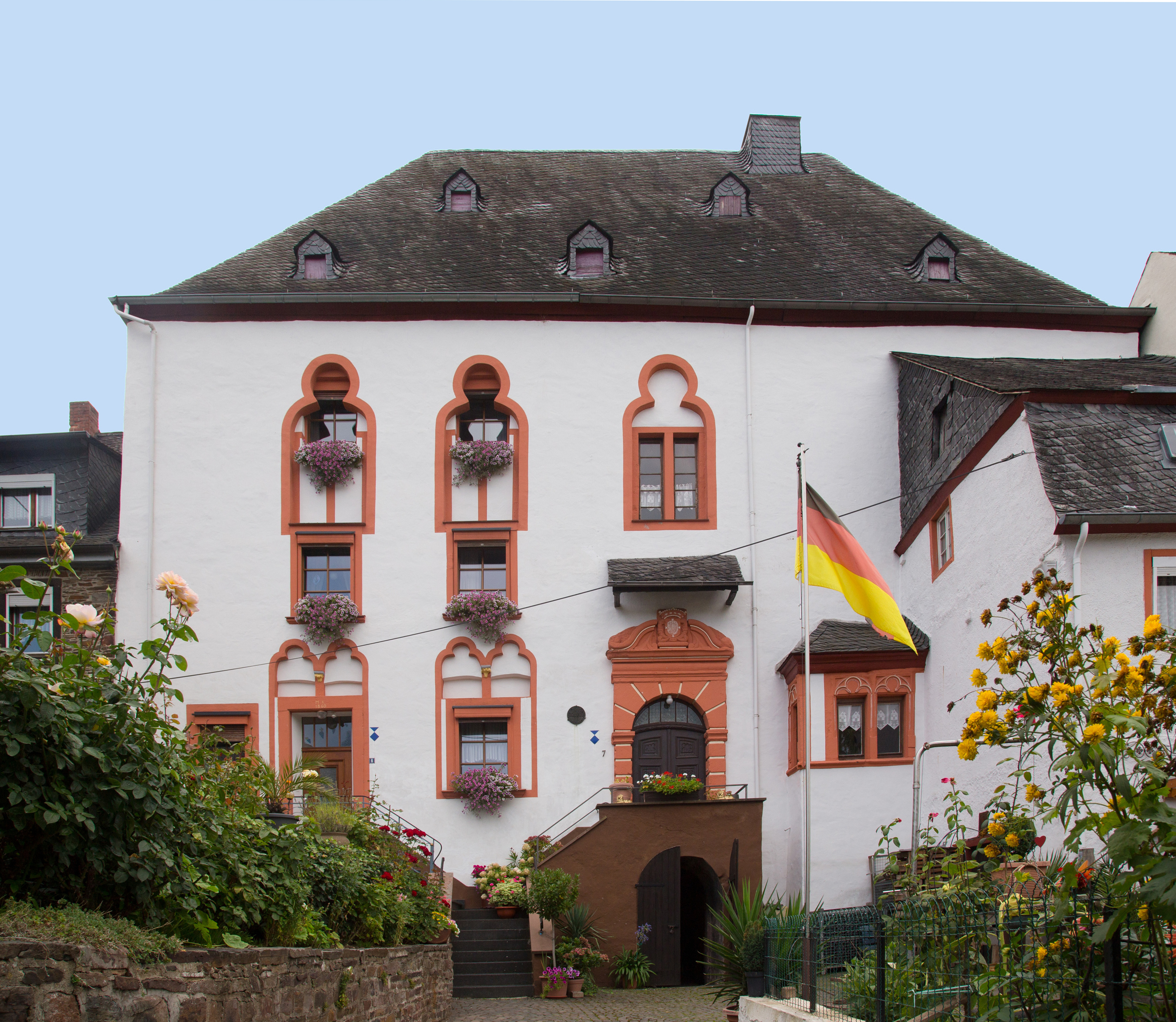
Ehemaliges Burghaus in Neef

Der Amtmann hatte seinen Sitz im ehemaligen Kurtrierischen Burghaus in Zell, das 1532 als dreigeschossiger Fachwerk-/Massivbau errichtet wurde. Die Treppen sind mit dem Baujahr bezeichnet, moselseitig wurde im 16. Jahrhundert ein dreigeschossiger Massivbau hinzugefügt. Das Gebäude mit Adresse Balduinstraße 37 steht unter Denkmalschutz.

## Amtmänner
- Peter Ernst von Metzenhausen (1626 bis 1635)
- Freiherr Lothar Ferdinand von der Leyen (1663 bis 1677)
- Freiherr Georg Reinhard von Breitbach zu Bürresheim (1677 bis 1710)
- Wilhelm Lothar Josef Baron von Waldeck (1740 bis 1762)
- Ludwig Josef Wilhelm Baron Boos von Waldeck (1762 bis 1794)